# Emmanuel Delcour
Emmanuel Delcour también conocido como Jean Val Jean (n. 19 de junio de 1980), es un actor pornográfico, modelo, artista y chef francés.

## Carrera

### Televisión
| Año  | Programa                       | Personaje       |
| ---- | ------------------------------ | --------------- |
| 2011 | The Bold and the Beautiful     | Reportero #3    |
| 2009 | CSI: Crime Scene Investigation | Pierre Delongue |
| 2007 | Sin City Diaries               | Tommy           |

### Cine
| Año  | Película              | Personaje              | Notas                         |
| ---- | --------------------- | ---------------------- | ----------------------------- |
| 2011 | Picture Paris         | Chef Pierre De Burbank | cortometraje, post-producción |
| 2009 | Sunday at the Sinners | Fabio                  | cortometraje                  |
| 2008 | Born to Fight         | Julien Dandieu         | cortometraje                  |
| 2008 | Pit Fighters          | Tom Stoddard           | cortometraje                  |
| 2007 | Rip Off Church        | Christopher Dubois     | cortometraje                  |

https://www.tushy.com/models/jean-val-jean